# Raymond Moisset
Raymond Moisset est un artiste peintre français de l'École de Paris, expressionniste, puis, à compter du début des années 1950, abstrait. Il est né à dans le 18e arrondissement de Paris de père morvandeau et de mère boulonnaise le 21 mai 1906 et mort le 15 avril 1994 à Limeil-Brévannes. Il était installé au 24, rue des Épinettes à Saint-Maurice (Val-de-Marne) et repose au  cimetière de cette ville.

## Biographie
Raymond Moisset fut dans les années 1920 élève de l'École nationale supérieure des arts appliqués et des métiers d'art. On le dit néanmoins autodidacte dans le domaine de la peinture (« Sa grande école sera la rue » est-il dit) qu'il travailla essentiellement en solitaire jusqu'en 1936 (première exposition personnelle et premier salon à Paris en 1934), même s'il fréquenta les académies libres montmartroises.
Vers 1935, avec entre autres Pierre Tal-Coat, André Marchand, Georges Rohner et Robert Humblot, il forme le groupe des Forces Nouvelles qui dénonce toute prétention intellectuelle de la peinture, ne donnant d'autre vocation à celle-ci que de procurer une émotion au travers de l'humble réalité des choses. C'est dans cet esprit que Raymond Moisset restera l'ami de Francis Gruber, rencontré en 1936, jusqu'à la mort prématurée de ce dernier en 1948, et que jusqu'en 1950 il sera le peintre d'une réalité quotidienne, quoique ordonnancée dans sa composition. On perçoit alors que « Raymond Moisset, dans ses compositions, s'essaie à des déformations expressives imprégnées de l'amour du Greco, amour que le peintre tient à affirmer ».
Jean-Jacques Lévêque évoque Raymond Moisset parmi les peintres qui, à compter de 1942 et toutes expressions confondues, soutiennent et accompagnent Gaston Diehl dans son refus de soumission de l'art à l'idéologie occupante. Ce mouvement (où notre artiste côtoie tout autant ses anciens amis Francis Gruber, Georges Rohner et André Marchand que le surréaliste Lucien Coutaud ou les abstraits Alfred Manessier et Gustave Singier) aboutira à la création du Salon de Mai dont Raymond Moisset sera, dès la première manifestation de 1945 et durant vingt-cinq années, exposant régulier.

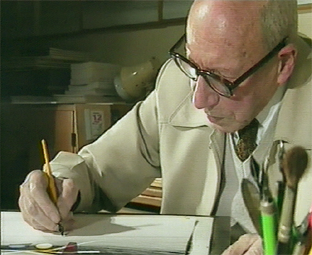
Michel Seuphor

La première toile abstraite de Raymond Moisset est identifiée par Lydia Harambourg comme étant son envoi de 1950 au sixième Salon de mai. Ce passage à l'abstraction, également situé par Michel Seuphor en 1950, n'est cependant pas net, tranché, absolu: À partir d'une palette réduite à quelques couleurs éclatantes, Raymond Moisset va donner alors à une réalité toujours discernable (ses Nus plantureux des années 1970, cités par Jean-Pierre Delarge) des rythmes qui, à l'instar de chez Édouard Pignon (période des Nus roses) ou de chez Jean Messagier deviendront progressivement la fin en soi du tableau sans pour autant occulter totalement une figuration sous-jacente, une intention de représentation. Sur cette démarche, l'artiste s'est lui-même confié à Gérard Xuriguera : « Allant de la réalité quotidienne à une non-figuration proche de l'informel, je me dirigeais ensuite d'instinct vers une abstraction lyrique. Les articles et mes contacts avec Michel Tapié; Pierre Descargues, Léon Degand, Charles Estienne, Roger van Gindertael, Gaston Diehl, Denys Chevalier, ma rencontre au Salon de mai avec Michel Seuphor, 1954, me confirmèrent dans ma démarche abstraite ».

## Expositions

### Expositions personnelles

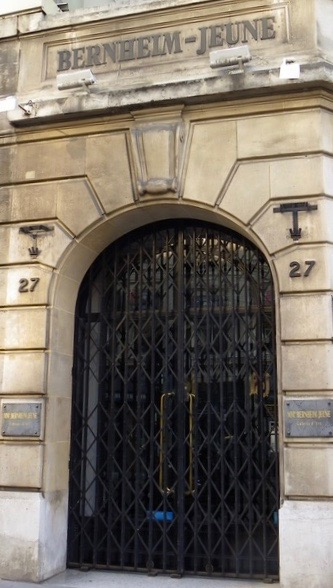
Galerie Bernheim-Jeune, Paris

- Galerie Carmine, Rue de Seine, Paris, 1934, 1935.
- Galerie Charpentier, Paris, 1936.
- Galerie Bernheim-Jeune, 1939.
- Galerie Breteau, Paris, 1946.
- Galerie Blumenthal, Paris, 1962.
- Galerie Birch, Copenhague, 1963.
- Galerie Beno d'Incelli, Paris, 1968.
- Raymond Moisset, œuvres des années 50-60, Galerie Jacques Barbier, Paris, novembre-décembre 1986[11].
- Raymond Moisset - Toiles de 1947 à 1965, Galerie Arnoux, Paris, février 1988[12].
- Galerie Jacques Barbier, Paris, 1989.
- Rétrospective Raymond Moisset, Maison des arts et loisirs, Sochaux, février-mars 1989.

### Expositions collectives
- Salon des Tuileries, Paris, 1934-1939, 1943.
- Salon des indépendants, Paris, 1935-1939.
- Trois jeunes artistes: Jean-Claude Guignebert, Claude Lœwer et Raymond Moisset, Galerie Jean Dufresne, Paris, mai 1939..
- Salon d'automne, Paris, 1939, 1944, 1945.
- Sélection Prix Paul Guillaume, Galerie Bernhein-Jeune, Paris, 1939.
- Les étapes du nouvel art contemporain, Galerie Berri-Raspail, Paris, 1942.
- Salon de la Résistance, Paris, 1944.
- Salon de mai, Paris, 1945 à 1969, 1976.
- La Marseillaise de la Libération - Exposition sous le patronage d'Yvon Bizardel, directeur des Beaux-Arts, musées et bibliothèques de la ville de Paris, Galerie Roux-Hentschel, Paris, juillet 1945[13].
- Peintres d'aujourd'hui, Hôtel Ruhl, Nice, 1947.
- Le nouvel art français, Palais des beaux-arts, Luxembourg, 1947.
- Prix de Rome en liberté, Galerie Despierre, 1948, avec René-Jean Clot, Jacques Despierre, Francis Gruber, André Marchand, Robert Humblot, Bernard Lorjou, Francis Tailleux, Roger Worms et Gabriel Zendel.
- Peintures internationales, Moscou, 1953.
- Prix Lissone, Milan, 1955.
- L'atelier du peintre, Galerie Le cercle, Paris, avec Constantin Brancusi, Raoul Dufy, Pablo Picasso, Léon Gischia et Pierre Tal-Coat.
- Peinture française, Musée de Mexico, 1956.
- Festival mondial de la jeunesse et des étudiants, Moscou, juillet-août 1957.
- Salon des réalités nouvelles, Paris, de 1957 à 1994, hommage posthume en 1995.
- Expression d'aujourd'hui, Château de Lunéville, 1960.
- Biennale de Tokyo suivi d'une exposition itinérante dans dix musées japonais avec Édouard Pignon, Alfred Manessier, Roger-Edgar Gillet, Gérard Schneider, Paul Rebeyrolle et Jean Fautrier, 1963, 1964.
- Pour une nouvelle conception du paysage - Trente cinq peintres présentés par Henry Galy-Carles et Jean-Jacques Lévêque : Gérald Collot, Corneille, Géula Dagan, Olivier Debré, James Guitet, Paul Kallos, Robert Lapoujade, Jean Le Moal, Raymond Moisset, Zoran Mušič, Georges Romathier, Key Sato, Raoul Ubac, Robert Wogensky..., Galerie L'Atelier, Toulouse, décembre 1964 - janvier 1965.
- Musée d'art et d'industrie de Saint-Étienne, 1969.
- Musées d'art contemporain de Dunkerque, Châteauroux, Montbéliard, Besançon et Saint-Nazaire, 1985.
- Exposition juin de l'abstraction, Paris, juin 1987: Raymond Moisset, Jean Bertholle, Henri Goetz, André Lanskoy, Luc Peire, Árpád Szenes, Maria Elena Vieira da Silva[14]....
- Fonds départemental d'art contemporain du Val-de-Marne, 1987.
- Mythes en abîme, Commanderie des Templiers de la Villedieu, Élancourt, décembre 2013 - mars 2014[15].

## Citations

### Dits de Raymond Moisset
- « Ma liberté totale, chèrement acquise, coïncidait avec une très subtile sensibilité, d'une justesse trop longtemps contenue. Cette abondance de cœur, ce débordement de vie, ce trop plein étaient habités par la passion généreuse de la couleur ardente. J'ai recherché l'essence même de ce que je ressentais au plus profond de moi, la toile étant devenue un champ d'effusions où air, couleur, fluidité, trace lumineuse, opacité, espaces toujours justes, surgissaienbt sans reprise, dans un seul combat. » - Raymond Moisset[10]

### Réception critique
- « Cette absence de prétention, cet accent direct situent la qualité d'un effort qui a pris place entre Francis Gruber et Pierre Tal-Coat. » - Gaston Diehl[16]
- « Moisset peint la lumière. Il indique les lignes et les accents sans jamais appuyer plus qu'il ne convient pour préserver l'unité du tableau. La matière translucide de ses toiles, à peine soutenue par quelques opacités ou quelques ombres, est toute lumières et chaleur. » - Roger van Gindertael[17]
- « C'est un hymne à la déesse du jour, une sorte de cantique lyrique, mais d'une rigueur de composition, d'une justesse de touche à vous laisser pantois! C'est vraiment une œuvre qui marque. » - Jean Bouret[18]
- « Les toiles de Moisset exaltent le nu comme la fusée d'un feu d'artifice somptueux, sur un thème qui a été celui de Rubens, le triomphe de la chair féminine... L'apparence a disparu au profit d'un réel de taches. » - Jean Bouret[19]
- « Raymond Moisset, artiste d'une maîtrise surprenante dans le maniement des couleurs, à l'imagination sans cesse en éveil, turbulent dans sa quête d'une vitalité qui ne se dément pas.... » - Gérard Xuriguera[20]
- « Un peintre solitaire toujours en quête d'une expression nouvelle dans une abstraction tout ensemble savante et spontanée engendrée par un paysage, et qui recrée, sous la légèreté du pinceau, les rythmes essentiels de la nature. » - Gérald Schurr[11]
- « Raymond Moisset relit et reconstruit le nu féminin à la manière des glyphes aztèques. Ses formes sont hybrides[...], on y retrouve la chaleur des couleurs chaudes et vives des codex méso-américains. La forme remplit et sature le rectangle de la toile, comme les glyphes aztèques et mayas le font du carré virtuel qui leur est imparti. » - Gilles Guias[15]

## Collections publiques
- Musée des beaux-arts de Dunkerque.
- Musée de La Rochette (Savoie).
- Palais des Beaux-Arts de Lille, Nature morte, les poissons, huile sur toile 100x81cm, 1938 (dépôt du Centre national des arts plastiques)[21].
- Direction générale de la Sécurité extérieure, Paris, Nature morte à la chaise, huile sur toile 65x81cm, 1951 (dépôt du Centre national des arts plastiques)[22].
- Musée d'art moderne de la ville de Paris, La ménagère, huile sur toile 130x81cm, 1948[23].
- Fonds national d'art contemporain, Puteaux :
  - Paysage, huile sur toile 38x55cm, vers 1939[24] ;
  - Outils de menuisier, huile sur panneau 27x41cm, 1946[25] ;
  - Village, huile sur toile 81x54cm, 1955[26].
- Musée d'art et d'industrie de Saint-Étienne.
- Ville de Sochaux[27].
- Musée d'art contemporain du Val-de-Marne, Vitry-sur-Seine, Vers le corps-à-corps, huile sur toile 130x162cm, 1969[28].
- Musée national d'Indonésie, Djakarta.